# كأس المكسيك 1940–41
كأس المكسيك 1940–41 هو موسم من كأس المكسيك. كان عدد الأندية المشاركة فيه 16، وفاز فيه Asturias F.C. ‏.